# Dmitri Tsypchenko
Dmitri Olegovich Tsypchenko (tiếng Nga: Дмитрий Олегович Цыпченко; sinh ngày 29 tháng 6 năm 1999) là một cầu thủ bóng đá người Nga thi đấu cho FC Chertanovo Moskva.

## Sự nghiệp câu lạc bộ
Anh có màn ra mắt tại Giải bóng đá chuyên nghiệp quốc gia Nga cho FC Chertanovo Moskva vào ngày 29 tháng 7 năm 2016 trong trận đấu với FC Kaluga.